# Джон Мейър
Джон Мейър (на английски: John Clayton Mayer) е американски певец и китарист, носител на 7 награди Грами от 19 номинации. Започва кариерата си в акустичния поп и рок, но постепенно развива стила си към блус и соул звучене.

## Биография
Роден е в Бриджпорт, Кънектикът в семейството на директор на училище и начална учителка. По музиката го запалва негов съсед, който му дава да слуша албум на Стиви Рей Вон. Скоро след това Мейър си купува китара, а любовта му към блуса определя музикалното му звучене.
На 19 години е приет в Музикалния колеж Бъркли в Бостън.

## Кариера
Мейър е забелязан от голямо звукозаписно студио през 2000 на фестивала South by Southwest в Тексас. Първият албум на музиканта Room for Squares излиза през 2001. Албумът се продава в 4 308 000 копия и е най-успешният албум на Мейър. За сингъла Your Body Is a Wonderland певецът печели и Грами.
Вторият албум на певеца Heavier Things излиза през 2003 г. и въпреки че е приет добре от критиката, не постига комерсиалния успех на първия.
Третият албум на Мейър Continuum отново изстрелва певеца на върха. Номиниран е за пет награди Грами през 2007 и печели две – за най-добър поп албум и за най-добро поп изпълнение за Waiting on the World to Change.

## Дискография
- Room for Squares (2001)
- Heavier Things (2003)
- Continuum (2006)
- Battle Studies (2009)
- Born and Raised (2012)